# Army Moves
Army Moves es un videojuego del género arcade y primera parte de la tetralogía Moves diseñado por Víctor Ruiz, de Dinamic Software para Commodore Amiga, Amstrad CPC, Atari ST, Commodore 64, MSX y ZX Spectrum en 1986. En el año 1989 salió en España una versión para PC.
El juego contiene siete niveles que son divididos en dos secciones principales. Los cuatro primeros niveles constituyen la primera sección, donde el jugador tiene que conducir una unidad de ejército (un jeep o un helicóptero) por una zona hostil llena de enemigos.
En los últimos tres niveles que conforman la segunda sección, hay que tomar el papel de un soldado que debe eliminar a los enemigos por el camino. En el nivel 5, el soldado debe saltar rocas, disparar a diferentes aves, etc. Posteriormente, el protagonista hace su camino en la base enemiga con el objetivo de recuperar los documentos secretos.
Army Moves tuvo versiones para Amstrad CPC, ZX Spectrum, Commodore 64, MSX, PC (CGA), Commodore Amiga y Atari ST. De las versiones de 8 bits la que más colorido tiene, ampliamente alabada por la crítica de la época, es la de Amstrad CPC. De 16 bits, la de Amiga fue la más valorada.

## Éxito comercial
Aunque Army Moves se consideraba más bien como un mal juego en Commodore Amiga - "Casi no existe este modo de juego y eso lo hace muy poco rentable", de acuerdo a una revisión de Zzap!, en realidad recibió comentarios variados de revistas especializadas del ZX Spectrum y fue un éxito suficiente en España como para ser continuado por dos secuelas. Navy Moves, en 1988 y Arctic Moves en 1995. Esta última solo aparecería para PC e incluye los dos primeros capítulos de la serie, jugables a través de un emulador de ZX Spectrum, que venía incluido. Una cuarta parte de la serie, Desert Moves se anunció al final del juego, pero nunca vio la luz.

## Curiosidades
- FX Interactive está desarrollando un remake, Navy Moves,[1] en el que está previsto que se mezclen elementos de los dos primeros juegos de la saga. La versión beta del juego salió en 2008, coincidiendo con el 20º aniversario de la salida del Navy Moves original.
- La música en las versiones extranjeras están basadas en la Colonel Bogey March.
- Las fases 2 y 3 se parecen muchísimo a cierto juego de las recreativas de la época llamado Choplifter. De hecho, se podría decir que es la conversión no autorizada del mismo para 8 bits.
- Este juego fue uno de los primeros en incluir doble carga, tan habitual después en los títulos de Dinamic. Tras superar la primera parte del juego, se daba una clave al usuario, que se le pedía al cargar la segunda parte y antes de empezar a jugar. Algunos decían que era como tener 2 juegos, pero la realidad es que era como tener un mismo juego con variedad en las fases; en casos como Commando, todas las fases son lo mismo, a diferencia de juegos como Army Moves o Infiltrator, donde cada fase tiene un desarrollo y un cometido diferentes, haciendo aún más interesante la experiencia de juego.